# Марков Анатолій Павлович
Анато́лій Па́влович Ма́рков (рос. Анатолий Павлович Марков; * 23 грудня 1938, Москва) — радянський футболіст. Виступав, зокрема за «Зеніт» (Ленінград) і «Карпати» (Львів). Майстер спорту СРСР (1972).

## Кар'єра
Грав на позиції нападника, півзахисника або захисника у складі команд: СКВО (Львів), «Зеніт» (Ленінград), «Карпати» (Львів), «Зеніт» (Іжевськ), «Уралан» (Еліста) й «Електрон» (Новгород).